# 圣赛苏圣儒利安圣殿

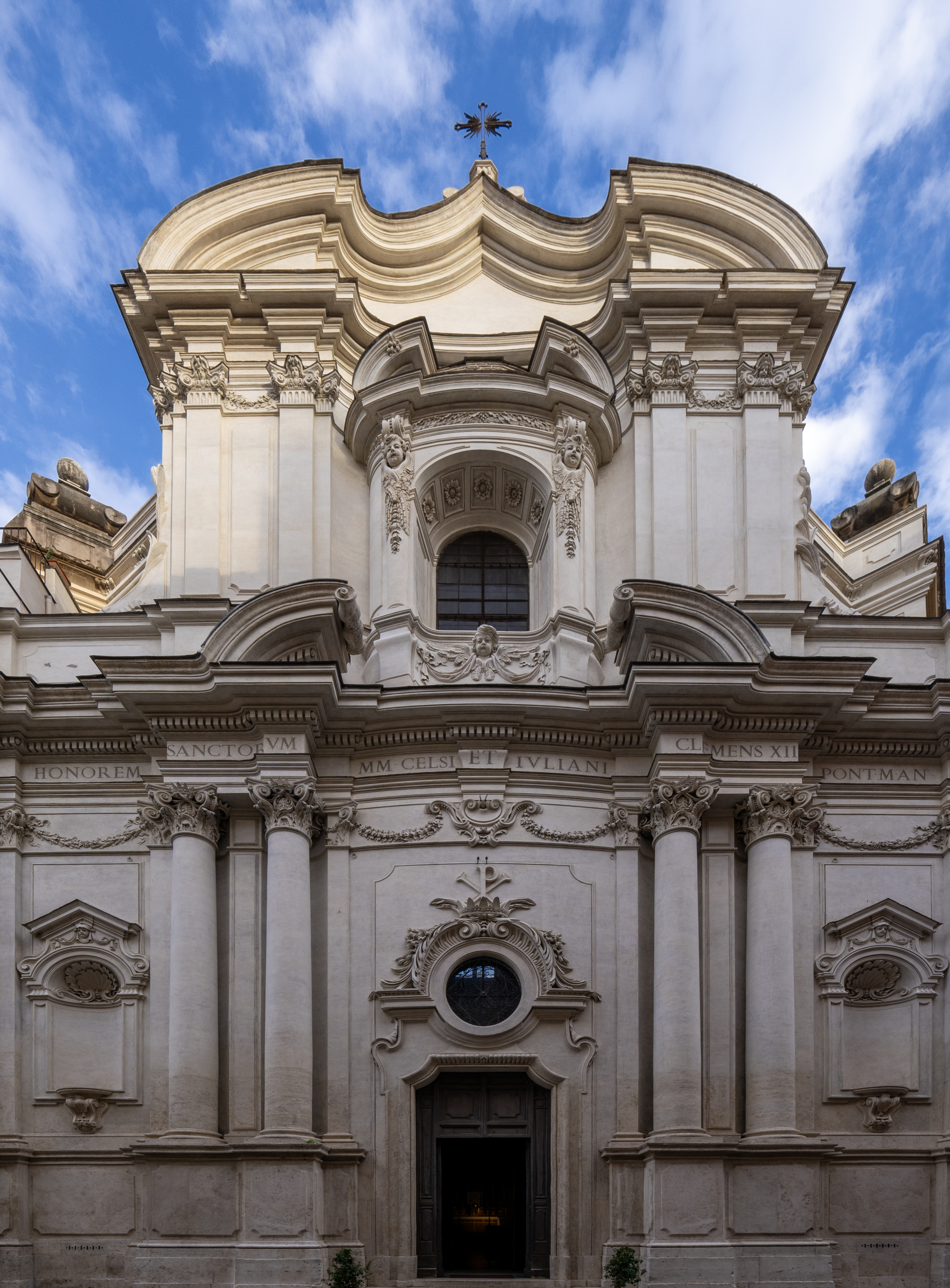

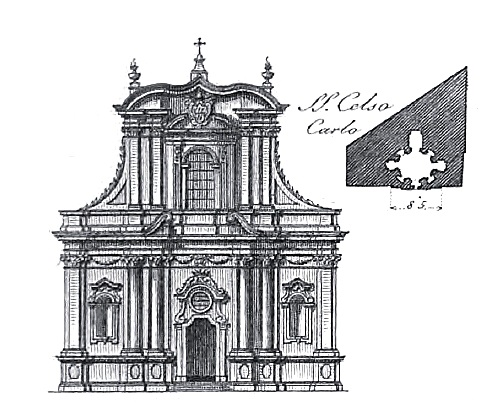

圣赛苏圣儒利安圣殿（Santi Celso e Giuliano）是意大利罗马的一座宗座圣殿 。自古代以来，它就一直享有这个身份。该堂位于Vicolo del Curato 12号，就在通往圣天使桥的道路Via del Banco di Santo Spirito附近。 
圣赛苏圣儒利安圣殿是一个“教宗小堂”。14世纪的堂规曾见于记载。Giovanni Antonio Sangiorgio（死于1509年）枢机曾是总司铎，埋葬在教堂里。在17世纪，有记载，有一位总司铎和七位咏礼司铎（Canon）。
该地点的一座教堂建于公元9世纪，教堂的重建始于16世纪，儒略二世要求多纳托·伯拉孟特进行设计（1509）。设计从未完全实现。克雷芒十二世时期，建筑师Carlo de Dominicis 创建了我们今天看到的教堂，鹅蛋形平面，于1735年完成，包括立面。正祭台画是蓬佩奥·巴托尼的“荣耀的基督”。